# 메르츠보우

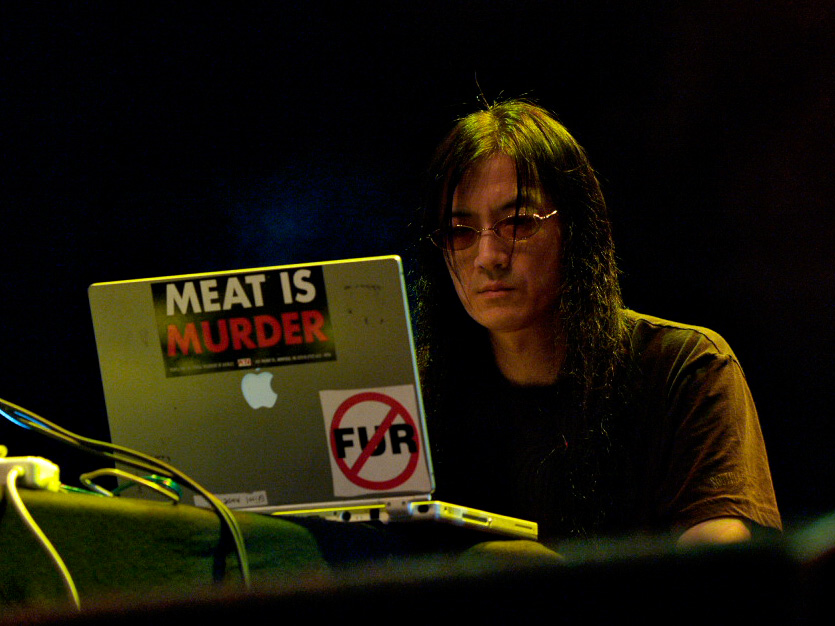

메르츠보우(Merzbow)는 일본의 노이즈 뮤직 음악가, 저술가로, 본명은 아키타 마사미(秋田昌美, あきた まさみ, 1956년 12월 19일~)이다. 일본 도쿄도 출생.

## 개요
1979년 메르츠보우 Merzbow(メルツバウ)라는 이름으로 활동을 시작했다. 독일인 쿠르트 슈비타츠(Kurt Schwitters)의 건축 Merzbau에서 따온 이름이다. 다다이즘과 정크 아트에서 영향을 크게 받았다는 아키타의 취향을 반영한 것이다.
하이노 케이지나 비상계단 등과 함께 일본 노이즈 뮤직의 선구자라 할 수 있다. 하이노 케이지나 비상계단이 즉흥성이 강한 밴드 사운드라면 메르츠보우는 신시사이저나 전자음 등에 기반한 인더스트리얼 음악에 가까운 차가운 소음이라는 점에서 차이가 있다. 음반량이 매우 많아 79년 이후 300매 이상의 음반을 출시했다. 라이브나 협연도 매우 많다. 2000년 호주에서 50장짜리 박스셋이 발매되는등 서구에서도 인정받고 있다. 소닉 유스의 서스턴 무어 등의 존경을 받고있다.
BDSM 같은 일탈된 섹슈얼리즘이라거나 일종의 스컴 컬쳐에 관해 책을 내고있다.
계란, 유제품 일체를 거부하는 채식주의자인 것으로도 유명하며 술, 담배도 전혀 하지 않고 있다. 새를 많이 키워서 バリケン(머스코비오리)이란 음반도 있고 KFC를 비판하는 등 동물권에도 관심이 많다. 포경 역시 반대중이다.

## 저서
- 『倒錯のアナグラム―周縁的ポルノグラフィーの劇場』青弓社 (1988/11)
- 『異形のマニエリスム―「邪」の民俗』青弓社 (1989/06)
- 『フェティッシュ・ファッション―変貌するエロスと快楽身体』ISBN 4787210106青弓社 (1990/06)
- 『セックス・シンボルの誕生』青弓社 (1991/11)
- 『ノイズ・ウォー―ノイズ・ミュージックとその展開』 ISBN 4787270354青弓社(1992/12)
- 『快楽身体の未来形―TERMINAL BODY PLAY』 ISBN 4787210181青弓社 (1993/06)
- 『ボディ・エキゾチカ』 ISBN 4891762888 水声社 (1993/08)
- 『スカム・カルチャー』水声社 (1994/08)
- 『性の猟奇モダン―日本変態研究往来』ISBN 4787230875青弓社 (1994/09)
- 『裸体の帝国』 ISBN 4891763124水声社 (1995/06)
- 『日本緊縛写真史 1』 ISBN 4426738008自由国民社 (1996/06)
- 『アナル・バロック』 ISBN 4787231340青弓社 (1997/04)
- 『ヴィンテージ・エロチカ』 ISBN 4787231499青弓社 (1998/02)
- 『女陰考―性学古典より』 ISBN 4756711316桜桃書房 (1999/10)
- 『ストレンジ・ヌード・カルト―不思議の裸体天国』ISBN 4891763132水声社(1999/11)
- 『ラブ・ポジション』ISBN 4756711413桜桃書房 (2000/11)
- 『わたしの菜食生活』ISBN 4872339797太田出版（2005/12）

## 앨범
- 抜刀隊 With Memorial Gadgets (1986年)
- Ecobondage (1987年)
- Cloud Cock 00 Grand (1990年)
- Rainbow Electronics (1990年)
- Music For Bondage Performance (1991年、1996年)
- Great American Nude/Crash For Hi-Fi (1991年)
- Metalvelodrome - Exposition Of Electro-Vivisection (1993年)
- Noisembryo - Psycho-Analytic Study Of Coital Noise Posture (1994年)
- Music for the Dead Man 2: Return of the Dead Man (1994年)
- Venereology (1994年、2004年)
- Pinkream (1995年)
- Noizhead (1995年)
- Rainbow Electronics 2 (1996年)
- Pulse Demon (1996年)
- Oersted (1996年)
- Electric Salad (1996年)
- Scumtron (1997年)（ジム・オルーク、オウテカらによるリミックスアルバム）
- 1930 (1998年)
- Merzzow (2002年)
- Merzbird (2004年)
- Merzbuta (2006年)
- Grand Owl Habitat(2013年)